# Nycteus punctulatus
Nycteus punctulatus är en skalbaggsart som först beskrevs av Leconte 1875.  Nycteus punctulatus ingår i släktet Nycteus och familjen platthöftbaggar. Inga underarter finns listade i Catalogue of Life.